# ローガン山
ローガン山（Mount Logan）またはローガンは、ユーコン準州にあるカナダの最高峰であり、またデナリ（マッキンリー）に次ぎ、北アメリカ大陸で二番目に高い山である。標高は5,959 m。世界で最も大きな山麓をもつといわれており、しかもその山麓は全て広大な氷河に覆われている。この特殊な立地条件のために、道路から見ることができず、ローガン山を見るためには、航空機を利用しての遊覧飛行する必要がある。

## 名称
カナダの地理学者であり同時にカナダ地質調査部(Geological Survey of Canada)の設立者でもあるウィリアム・エドモンド・ローガン卿にちなみ、命名された。

## 特徴
ローガン山はユーコン準州の南西部、クルアーニー国立公園・保護区内に位置する。ローガン山上および周辺部は極寒である。標高5,000mを超える峰の上では、気温は冬季で約-45℃、夏季で0℃付近であり、年間平均気温は約-27℃である。カナダ最高峰として登山家の目標となっているローガン山だが、気候的に非常に厳しい地区であり、1991年には南極を除く場所で最も寒い、マイナス77.5度を記録した。

## 地形
ローガンは5,000m以上の頂を11個もつ。また、ハバード氷河およびローガン氷河の源でもある。ローガンの標高は5,959mだが、造山活動が現在も続いており、今でも標高が徐々にではあるが高くなっている。現在は1992年に観測登山隊が測量した標高が公式の標高となる。

## 登頂歴
1925年6月23日、アルバート・H・マッカーシーを隊長とするカナダ・イギリス・アメリカの登山家からなる国際登山隊が初めて登頂に成功した。
2010年5月7日、岡田康と横山勝丘が南東壁を初登し、ルートを「糸I-TO」と命名。